# مصر للطيران للخدمات الأرضية
شركة مصر للطيران للخدمات الأرضية هي إحدي الشركات التابعة للشركة القابضة لمصر للطيران، يرجع تاريخ إنشائها إلى عام 2002 وذلك عندما تمت إعادة هيكلة شركة مصر للطيران، وأنبثق عن إعادة الهيكلة شركة قابضة وسبعة شركات تابعة، ومنها شركة مصر للطيران للخدمات الأرضية، تقوم مصر للطيران للخدمات الأرضية بتقديم خدماتها الأرضية لأكثر من 130 شركة طيران عاملة في مطار القاهرة الدولي وجميع المطارات المصرية.
تقوم شركة مصر للطيران للخدمات الأرضية سنويا بخدمة أكثر من 100,000 رحلة طيران، وحوالي 11,000,000 راكب، ومليون طن من البضائع. يعمل بالشركة ما يقارب من 5000 موظف ما بين (مهندسين، ضباط وكاله، عمال تحميل، ضباط تحميل، فني استقبال وترحيل، مهنيين، إداريين)، وتضم مصر للطيران للخدمات الأرضية جيشاً من معدات الخدمة الأرضية تقدر بحوالي 1500 معدة جاهزة لتقديم الخدمة الطائرات منذ لحظة وصولها وحتي إقلاعها.
وفي إبريل 2009 حصلت مصر للطيران للخدمات الأرضية علي شهادة «الإيزاجو» والتي تعني تحقيق الشركة لأعمال الخدمة الأرضية للطائرات داخل المهبط طبقا للمعايير العالمية من خلال مقاييس الأمان والسلامة والجودة بمطار القاهرة ومطار شرم الشيخ الدولي.